# San Giovanni al Natisone
San Giovanni al Natisone (furlanisch: San Zuan dal Nadison) ist eine nordostitalienische Gemeinde (comune) mit 6024 Einwohnern (Stand 31. Dezember 2023) in der Region Friaul-Julisch Venetien. Die Gemeinde liegt etwa 16 Kilometer südöstlich von Udine und etwa 17,5 Kilometer westnordwestlich von Gorizia. Die Gemeinde befindet sich zwischen dem Natisone und dem Judrio.

## Gemeindepartnerschaften
San Giovanni al Natisone unterhält eine inneritalienische Partnerschaft mit der Gemeinde Francavilla Fontana in der Provinz Brindisi sowie eine Partnerschaft mit der österreichischen Gemeinde Kuchl im Bundesland Salzburg.

## Wirtschaft
Im Raum San Giovanni al Natisone ist eine starke Tisch- und Sesselindustrie. Der Bezug der Rohware aus Kuchl führte zur Verbrüderung mit der österreichischen „Holzgemeinde“.

## Verkehr
Durch die Gemeinde führt die frühere Strada Statale 56 di Gorizia (heute eine Regionalstraße) von Udine nach Gorizia. Ein Bahnhof besteht an der Bahnstrecke Udine–Triest.